# دهستان کیهنو
دهستان کیهنو (به لاتین: Kihnu Parish) یک منطقهٔ مسکونی در استونی است که در شهرستان پارنو واقع شده‌است.